# Richard Winckel

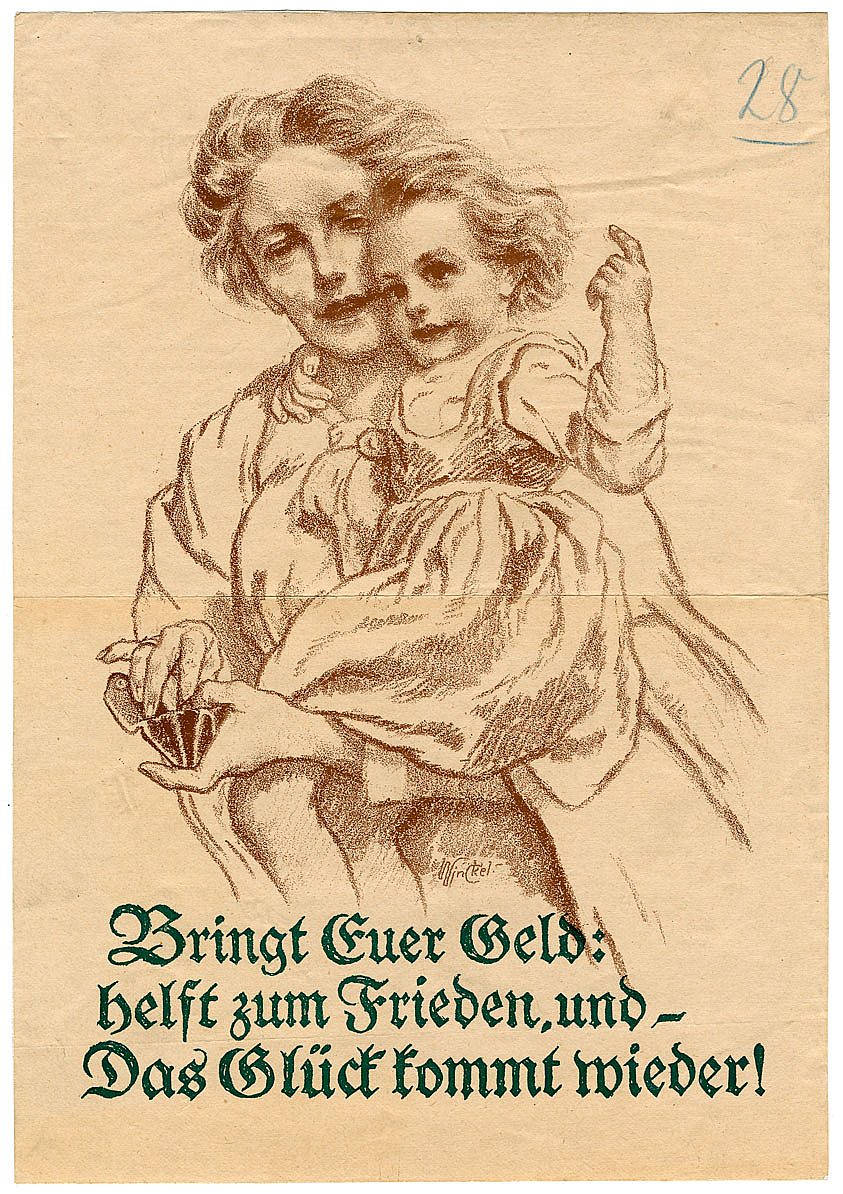
Zeichnung zur achten Kriegsanleihe, Berlin 1918.

Friedrich Wilhelm Ludwig Richard Winckel (* 5. Juli 1870 in Berleburg; † 10. Februar 1941 in Magdeburg) war ein deutscher Maler, Grafiker und Professor.

## Leben und Wirken
Richard Winkel war der älteste Sohn des Berleburger Fabrikanten Wilhelm Winckel (1835–1902) und seiner Ehefrau Karoline geb. Bergmann. Nach ersten Schuljahren in seiner Heimatstadt Berleburg absolvierte er sein Abitur am Gymnasium Philippinum in Marburg und besuchte 1888/89 die Kunstakademie in Düsseldorf. Auf Veranlassung seiner Eltern folgte eine Ausbildung als Lithograf in Nürnberg, da er die grafischen Aufgaben in der Druckerei seines Vaters übernehmen sollte. Nach seiner Lehre war Winckel zunächst als Lithograf in Leipzig tätig, entschied sich aber dann gegen einen Einstieg in den väterlichen Betrieb und für eine Ausbildung zum Maler. Hierzu nahm er ein Studium in München und Berlin auf. Ab 1894 hielt er sich zu Studienzwecken an der Académie Julian in Paris auf. Danach folgten Studienaufenthalte in Rom und London. Im letzten Jahrzehnt des 19. Jahrhunderts bereiste er Deutschland, Italien und Frankreich, wie zahlreiche Skizzenbücher belegen (1894 Hefte aus Berlin, 1894/95 Paris, 1896 München), die sich heute im Kulturhistorischen Museum Magdeburg befinden.
Die Freundschaft mit dem Verleger Reinhard Piper verschaffte ihm Aufträge für Buchtitel und Illustrationen. Nach einer freischaffenden künstlerischen Betätigung in Berlin bis 1905 folgte ein Ruf an die Kunstgewerbe- und Handwerkerschule in Magdeburg. Winckel erhielt im Dezember 1915 eine Professur und war bis zu seiner Pensionierung im Jahr 1932 Leiter des Studiengangs für Radierung und Lithografie. Während seiner Lehrtätigkeit erlangte er den Ruf, einer der besten Porträtgrafiker Deutschlands zu sein. In einer Denkschrift über die Kunstgewerbeschule mit dem Titel Ars Una machte er seine Vorstellungen vom Kunstunterricht publik. Er unterrichtete bekannte Künstler wie Annemarie Heise, Herbert Stockmann, Katharina Heise, Wilhelm Höpfner oder Richard Oelze. Als vielseitiger Grafiker beherrschte er alle Drucktechniken und hinterließ eine Fülle von Porträts, Stadtansichten, Landschaften und Naturstudien.
In einem Periodikum für bildende Kunst veröffentlichte er 1917 eine Beschreibung der Mosaiken von San Marco mit einer Vielzahl eigener Zeichnungen. In einer Schrift mit Zeichnungen über wildes Gemüse gab er im gleichen Jahr Hinweise zur Auswahl und deren Zubereitung.
1946 wurden auf der Ausstellung der bildenden Künstler des Bezirks Magdeburg in Magdeburg, verbunden mit einer ausführlichen Würdigung, 48 Arbeiten Winckels ausgestellt.

## Familie
Winckel heiratete am 3. Juli 1903 in Scheidnig, nahe dem damaligen Breslau, Erna Roesler (* 13. Mai 1878 Breslau; † 25. Dezember 1945 Magdeburg), die Tochter des Sägemühlenbesitzers Richard Roesler und seiner Frau Maria geb. Sckuhr. Aus der Ehe gingen drei Kinder hervor. Die jüngste Tochter Ilse Renate Winckel (* 1914) heiratete später den Maler Sigmund Strecker.  Richard Winckel starb am 10. Februar 1941 im Alter von 70 Jahren.

## Werke (Auswahl)
Lithographien:
- Prof. Emil Thormählen, um 1910;
- Prof. Theodor Volbehr, 1920;
- Prof. Albin Müller, 1930;

Radierungen:
- Herbstmesse, 1910;
- Selbstporträt (mit der Ähre), Radierung[13]
- Blick auf St. Johannis, um 1920 (alle Kulturhistorisches Museum Magdeburg).

Schriften
- Die Mosaiken von San Marco in Venedig. In: Kunst und Künstler: Illustrierte Monatsschrift für bildende Kunst und Kunstgewerbe. 15. Jahrgang, Heft 5, 1917, S. 211–219.
- Wilde Gemüse. Anweisung zum Sammeln und Zubereiten. Mit Verzeichnis und Bildern. Verlag Buchhandel Karl Peters, Magdeburg 1917.
- Unsere Wildpflanzen in der Küche. mit den Abbildungen der hauptsächlichsten Sprossengemüse. Verl. der Zentral-Einkaufsgesellsch., Berlin 1917 (Digitalisat).